# Hellerup Idræts Klub
Hellerup Idræts Klub, eller blot HIK, er en idrætsklub beliggende i Hellerup i Gentofte Kommune. Klubben blev grundlagt i december 1900 og havde ved grundlæggelsen en fodbold- og en tennisafdeling, der fortsat er aktive. Ved stiftelsen havde klubben tillige på programmet svømning, atletik og kroket, hvilket sportsgrene dog ikke tilbydes i dag. I 1965 etablerede HIK en ihockeyafdeling, der imidlertid blev nedlagt igen i 1996.
I 1970 kom håndbold på programmet i HIK, og klubben har gennem årene har leveret mange spillere til især herre-håndboldlandsholdet. I 1986 vandt klubben det danske mesterskab.
Samlet set er der pr. 2018 over 4.000 medlemmer i klubben.
KLubbens klubhus er placeret på Hartmannsvej i Hellerup, der danner rammen og fodbold- og tennisbaner. 